# Gödestads socken

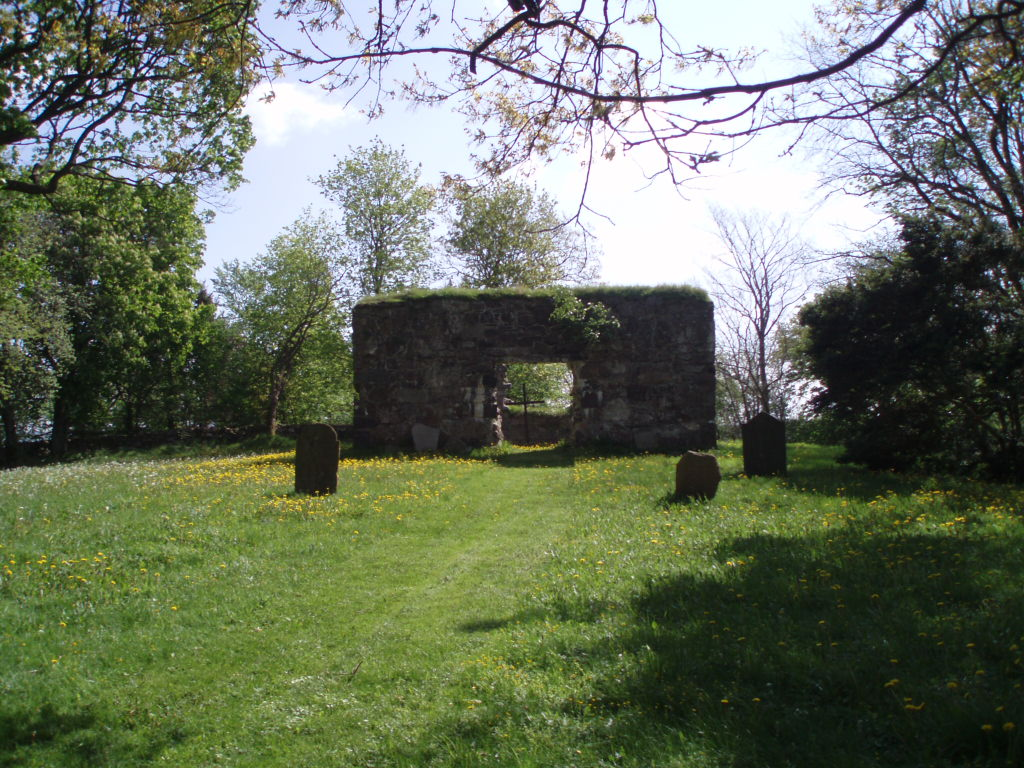
Gödestad gamla kyrka

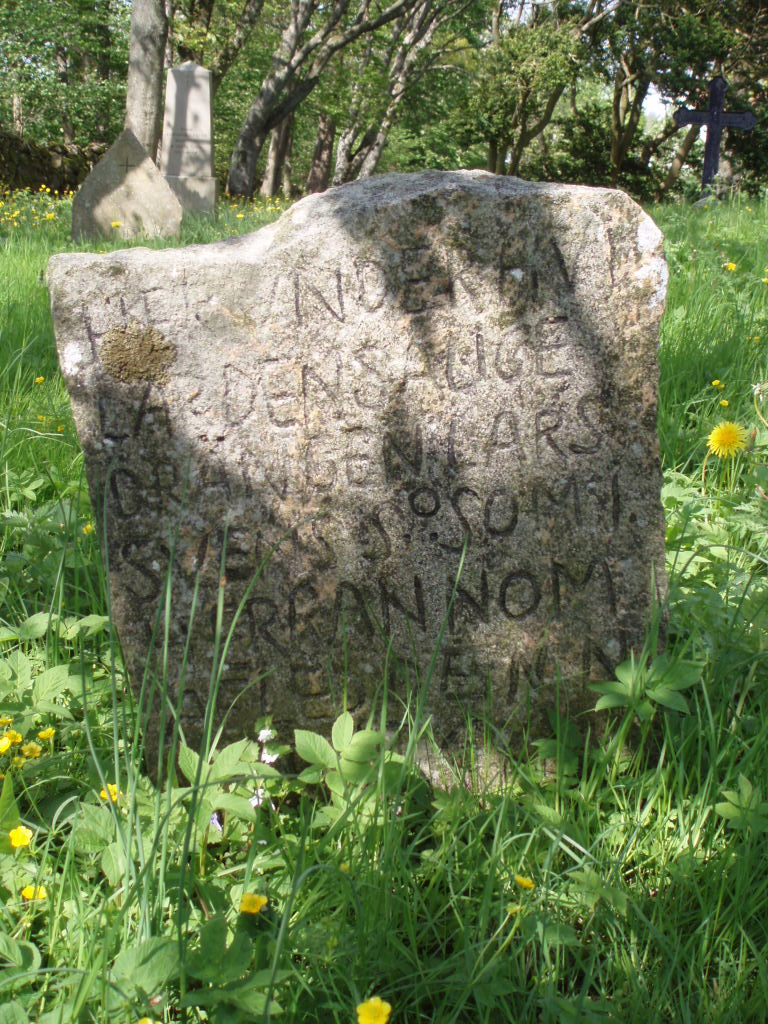
En gravsten

Gödestads socken i Halland ingick i Himle härad, ingår sedan 1971 i Varbergs kommun och motsvarar från 2016 Gödestads distrikt.
Socknens areal är 8,38 kvadratkilometer, varav 8,30 land. År 2019 fanns här 331 invånare. Kyrkbyn Gödestad med sockenkyrkan Gödestads kyrka ligger i socknen.  

## Administrativ historik
Gödestads socken har medeltida ursprung.
Vid kommunreformen 1862 övergick socknens ansvar för de kyrkliga frågorna till Gödestads församling och för de borgerliga frågorna till Gödestads landskommun. Landskommunen uppgick 1952 i Himledalens landskommun som 1971 uppgick i Varbergs kommun. Församlingen uppgick 2002 i Himledalens församling.
1 januari 2016 inrättades distriktet Gödestad, med samma omfattning som församlingen hade 1999/2000.  
Socknen har tillhört fögderier och domsagor enligt Himle härad. De indelta båtsmännen tillhörde Norra Hallands första båtsmanskompani.

## Geografi
Gödestads socken ligger öster om Varberg och norr om Himleån. Socknen är en slättbygd.

## Fornminnen
Från stenåldern finns boplatser och från bronsåldern högar och stensättningar. Vid Gödestad bro står en sex meter hög sten kallad Kung Götriks sten eller Slummestenen, som är del av Broåsens gravfält. En fornborg finns vid Galgberget.

## Namnet
Namnet (1363 Götestade) kommer från kyrkbyn. Förleden innehåller mansnamnet Göte. Efterleden är sta(d), 'plats, ställe'.

## Personer från socknen
I Båtsberg, Gödestad växte varbergsfödde industrimannen Birger Svensson upp som fosterbarn i en lantbrukarfamilj. Han grundade 1908 i Varberg det företag som blev AB Cykelfabriken Monark, i mitten av 1900-talet Skandinaviens största cykeltillverkare.

## Befolkningsutveckling
| Befolkningsutvecklingen i Gödestads socken 1750–1990                                                    | Befolkningsutvecklingen i Gödestads socken 1750–1990 | Befolkningsutvecklingen i Gödestads socken 1750–1990 | Befolkningsutvecklingen i Gödestads socken 1750–1990 | Befolkningsutvecklingen i Gödestads socken 1750–1990 |
| --- | ---------------------------------------------------- | ---------------------------------------------------- | ---------------------------------------------------- | ---------------------------------------------------- |
| |                                                      |                                                      |                                                      |                                                      |
| År |                                                      |                                                      | Folkmängd                                            |                                                      |
| 1750 | 1750                                                 |                                                      | 250                                                  |                                                      |
| 1760 | 1760                                                 |                                                      | 272                                                  |                                                      |
| 1769 | 1769                                                 |                                                      | 283                                                  |                                                      |
| 1780 | 1780                                                 |                                                      | 281                                                  |                                                      |
| 1800 | 1800                                                 |                                                      | 298                                                  |                                                      |
| 1810 | 1810                                                 |                                                      | 305                                                  |                                                      |
| 1820 | 1820                                                 |                                                      | 292                                                  |                                                      |
| 1830 | 1830                                                 |                                                      | 289                                                  |                                                      |
| 1840 | 1840                                                 |                                                      | 291                                                  |                                                      |
| 1850 | 1850                                                 |                                                      | 349                                                  |                                                      |
| 1860 | 1860                                                 |                                                      | 359                                                  |                                                      |
| 1870 | 1870                                                 |                                                      | 365                                                  |                                                      |
| 1880 | 1880                                                 |                                                      | 368                                                  |                                                      |
| 1890 | 1890                                                 |                                                      | 357                                                  |                                                      |
| 1900 | 1900                                                 |                                                      | 304                                                  |                                                      |
| 1910 | 1910                                                 |                                                      | 306                                                  |                                                      |
| 1920 | 1920                                                 |                                                      | 304                                                  |                                                      |
| 1930 | 1930                                                 |                                                      | 274                                                  |                                                      |
| 1940 | 1940                                                 |                                                      | 260                                                  |                                                      |
| 1950 | 1950                                                 |                                                      | 244                                                  |                                                      |
| 1960 | 1960                                                 |                                                      | 228                                                  |                                                      |
| 1970 | 1970                                                 |                                                      | 281                                                  |                                                      |
| 1980 | 1980                                                 |                                                      | 271                                                  |                                                      |
| 1990 | 1990                                                 |                                                      | 296                                                  |                                                      |
| Anm: Källor: Umeå universitet - Tabellverket 1749-1859, Demografiska databasen, CEDAR, Umeå universitet |                                                      |                                                      |                                                      |                                                      |